# Yakovlev Yak-9
Lo Yakovlev Yak-9 (in russo Яковлев Як-9?, nome in codice NATO: Frank) era un caccia monomotore ad ala bassa progettato dall'OKB 115 diretto da Aleksandr Sergeevič Jakovlev e sviluppato in Unione Sovietica negli anni quaranta.
Impiegato principalmente dalla Voenno-vozdušnye sily SSSR (V-VS), l'aeronautica militare dell'Unione Sovietica, fu utilizzato nel corso seconda guerra mondiale a partire dalla seconda metà del 1943 e, dall'aeronautica militare nordcoreana, durante la guerra di Corea.
Fu il caccia sovietico costruito in maggior quantità nella storia: 16 769 esemplari (di cui 14 579 realizzati durante la guerra) ed il primo aereo sovietico a riportare una vittoria contro gli aerei a reazione Messerschmitt Me 262.

## Storia del progetto
L'origine dello Yak-9 risale alla tarda primavera del 1942 quando, in seno all'OKB 115, l'ingegner Nikolaj Skržinskij fu incaricato di sviluppare una versione dello Yak-7 destinata alla ricognizione a lungo raggio, sulla base di richieste ricevute dalla V-VS.
Il risultato di questo sviluppo vide la luce nel maggio del 1942 e, denominato Yak-7D, abbinava alla fusoliera di uno Yak-7V (biposto, da addestramento), elementi della variante Yak-7B (monoposto, da caccia); esteriormente l'aereo non si discostava dal predecessore, tuttavia le novità introdotte erano considerevoli sia dal punto di vista quantitativo che da quello qualitativo, frutto dell'esperienza maturata nel corso della progettazione e realizzazione dei modelli precedenti (a partire dallo Yak-1) e dei riscontri ottenuti dalle unità combattenti che li impiegavano.

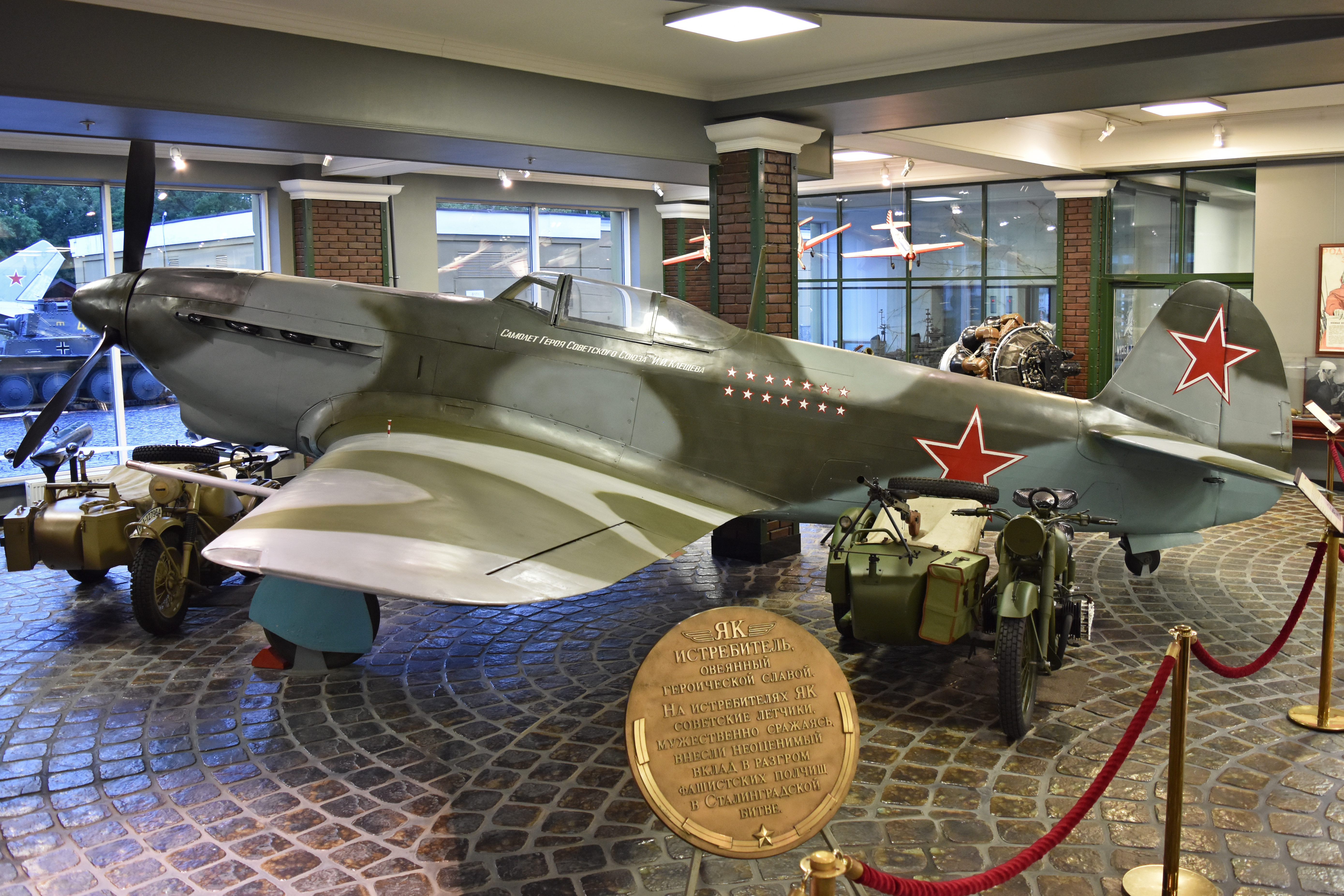
Yak99, esposto presso il Museo Vadim Zadorozhny di Arkhangelskoye, nei pressi di Mosca.

La principale novità introdotta in questo prototipo era costituita dall'ampio uso di duralluminio, ora disponibile in quantità in Unione Sovietica, che permise la sostanziale riduzione del peso della cellula e la conseguente possibilità di destinare il risparmio ottenuto all'utilizzo di maggiori quantità di equipaggiamenti, armamento o carburante. Particolare vantaggio dall'impiego del duralluminio fu ottenuto nella realizzazione della struttura alare, nella quale la lega metallica sostituì il legno dei longheroni e delle sei centine interne (le due più esterne furono realizzate ancora in legno); grazie al risparmio di peso, all'interno delle ali furono stipati serbatoi autostagnanti per un totale di 833 l di carburante, che consentivano al velivolo valori di autonomia senza pari nella famiglia dei monomotori Yakovlev. Alla novità strutturale, nelle ali si abbinò la realizzazione di rivestimento in compensato impiallacciato e impregnato di bachelite.
Il prototipo dello Yak-7D stava effettuando da pochi giorni le prove di volo quando lo stesso Jakovlev, il 16 giugno del 1942 diede disposizione di trasformarne il progetto in un aereo da caccia a lungo raggio. In questo caso si procedette utilizzando la fusoliera di uno Yak-7B, cui però fu modificata la parte posteriore ribassandola come sullo Yak-7PD; la nuova ala in lega leggera fu mantenuta ma il massimo quantitativo di carburante fu ridotto a 673 l rivedendo nel contempo tutte le canalizzazioni dell'impianto di alimentazione. L'aereo nella nuova configurazione fu denominato Yak-7DI e superò con valutazioni eccellenti le prove presso il NII-VVS i primi giorni di agosto del 1942; ne fu sollecitata l'immediata produzione in serie con la denominazione definitiva di Yak-9.
Il nuovo progetto si rivelò particolarmente versatile e facilmente adattabile all'utilizzo di nuovi equipaggiamenti tanto che la medesima cellula di base fu allestita con cinque diversi tipi di motore e ne furono ricavate complessivamente quindici diverse versioni prodotte in serie, oltre ad alcuni studi il cui sviluppo non superò la fase di prototipo. La produzione dello Yak-9 ebbe inizio nel mese di ottobre del 1942 e interessò complessivamente tre GAZ: il nº82, nei pressi di Mosca (costruì 817 aerei tra il 1944 ed il 1945), il nº153 di Novosibirsk (in totale 12 536 velivoli dal 1942 al 1948) ed il nº166 ad Omsk (3 416 esemplari dal 1943 al 1945).

## Tecnica
La descrizione tecnica è riferita alla prima variante prodotta in serie, denominata semplicemente Yak-9; per le altre varianti si faccia riferimento alla relativa sezione.

### Cellula

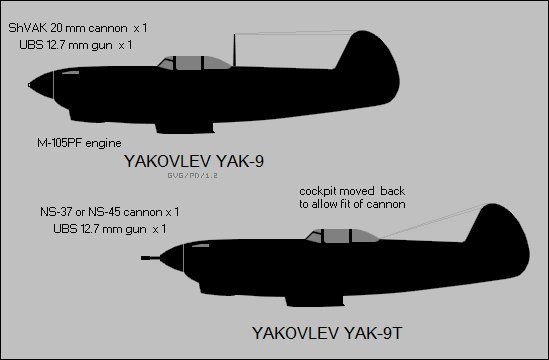
Confronto tra le silhouettes dell'iniziale Yak-9 e dello Yak-9T.

Lo Yakovlev Yak-9 nelle linee esteriori mostrava in modo evidente la discendenza dal progetto degli Yak-1 e Yak-7; la fusoliera aveva la parte posteriore ribassata già introdotta negli Yak-1B e negli Yak-7B con abitacolo con cupolino a goccia. Sia le forme del muso, con il radiatore dell'olio disposto sotto l'unità motrice evidenziato dalla caratteristica presa d'aria, che quelle dell'impennaggio erano sostanzialmente invariate. La fusoliera manteneva la struttura in traliccio d'acciaio con la parte anteriore rivestita in duralluminio e quella posteriore rivestita in legno.
Il maggior elemento di discontinuità rispetto ai velivoli precedenti era rappresentato dall'ala: per la prima volta si fece ricorso al duralluminio con il quale furono realizzati sia i due longheroni che le prime sei delle otto centine che componevano la struttura (le due centine prossime alle estremità erano ancora in legno). Anche per il rivestimento delle ali si ricorse ad una tecnica impiegata per la prima volta dall'OKB-115: il legno utilizzato fino ad allora fu sostituito da pannelli di compensato, impregnati di bakelite.
All'interno delle ali furono posizionati due soli serbatoi di carburante autostagnanti: diversamente da quanto realizzato nei due prototipi (Yak-7D e Yak-7DI) il caccia Yak-9 imbarcava una limitata quantità di carburante, al fine di massimizzare le doti di maneggevolezza e agilità rese evidenti dal risparmio di peso ottenuto grazie alla struttura alare in lega leggera. Il carrello d'atterraggio era di tipo classico, con elementi principali a ruota singola che si ritraevano all'interno dell'ala in direzione del centro della fusoliera.

### Motore
Il motore scelto per equipaggiare lo Yak-9 fu il 12 cilindri Klimov M-105PF, motore a V raffreddato a liquido, che già da sei mesi era in dotazione agli Yak-7B. Questa unità motrice era accreditata della potenza di 1 180 hp (880 kW) e garantiva al velivolo la velocità massima di 599 km/h a 4300 m di quota.

### Armamento
Privo di qualsiasi armamento di caduta, lo Yak-9 nella versione da caccia era armato con un cannone ShVAK calibro 20 mm, sparante attraverso il mozzo dell'elica, e con una mitragliatrice Berezin UBS calibro 12,7 mm alloggiata sopra il motore nella parte sinistra del muso e sparante attraverso il disco dell'elica mediante dispositivo di sincronizzazione; i serbatoi delle munizioni contenevano rispettivamente 120 e 200 proiettili.

## Impiego operativo
I primi Yak-9 entrarono in azione nel corso della battaglia di Stalingrado, nella seconda metà di dicembre del 1942, con il 434° IAP, mentre i velivoli assegnati più o meno in contemporanea alla 1ª Armata dell'Aria, furono costretti a terra dalle pessime condizioni meteorologiche. In ogni caso la maggior parte dei nuovi Yak-9 fu inizialmente utilizzato come riserva od assegnato ai centri di addestramento.

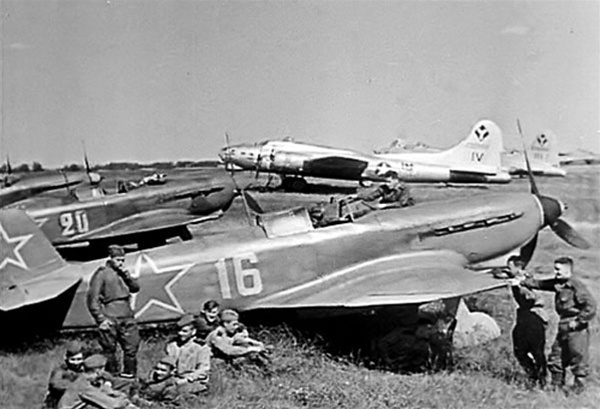
Un momento di pausa al campo di volo; in primo piano uno Yak-9 e sullo sfondo i Boeing B-17 Flying Fortress. La foto è scattata su un campo in Unione Sovietica nel corso delle missioni di bombardamento effettuate dalla 15th Air Force nell'ambito dell'Operazione Frantic

Dopo pochi mesi, come successe per altri "Yak", insorsero problemi al rivestimento delle ali che in molti velivoli presentava vistose deformazioni o, in alcuni casi tragici, subì il completo distacco; le indagini svolte consentirono di stabilire che il fenomeno era dovuto principalmente a problemi di produzione, quali le violazioni dei protocolli nelle tecniche di incollaggio nella costruzione delle ali, l'uso di sostanze chimiche non sempre preparate a dovere e a considerevoli fluttuazioni della temperatura ambientale e dell'umidità nel giro delle ventiquattro ore. Il rivestimento fu rinforzato con successo nella maggior parte dei caccia entro luglio di quell'anno.
Nella primavera del 1943 fecero il loro esordio i primi Yak-9T che, stando ad un'indagine svolta presso la 16ª Armata dell'Aria, operante sul fronte centrale, in media riuscirono ad abbattere un aereo nemico ogni 31 proiettili calibro 37 mm sparati, contro i 147 dei calibro 20 mm necessari per i precedenti Yak-9. Grazie a questi risultati lo Yak-9T guadagnò la stima dei piloti e, grazie all'aumento delle consegne ai reparti, nella seconda metà del 1943 i "9T" furono uno dei modelli più diffusi tra le file della V-VS.
Nel frattempo era stata messa in produzione la variante Yak-9D, che andava a colmare la mancanza di un caccia di scorta tra le linee dell'aviazione sovietica. Il suo impiego nelle operazioni risale alla seconda metà del 1943, quando il 18° ed il 20° GvIAP entrarono in azione nei cieli di Kursk fornendo copertura aerea ai reparti da bombardamento. Secondo i sovietici, nel periodo compreso tra il 12 ed il 27 luglio i piloti del 18° GvIAP effettuarono 503 sortite ingaggiando 52 combattimenti, conclusi con l'abbattimento di 30 velivoli nemici a fronte di 4 aerei persi.

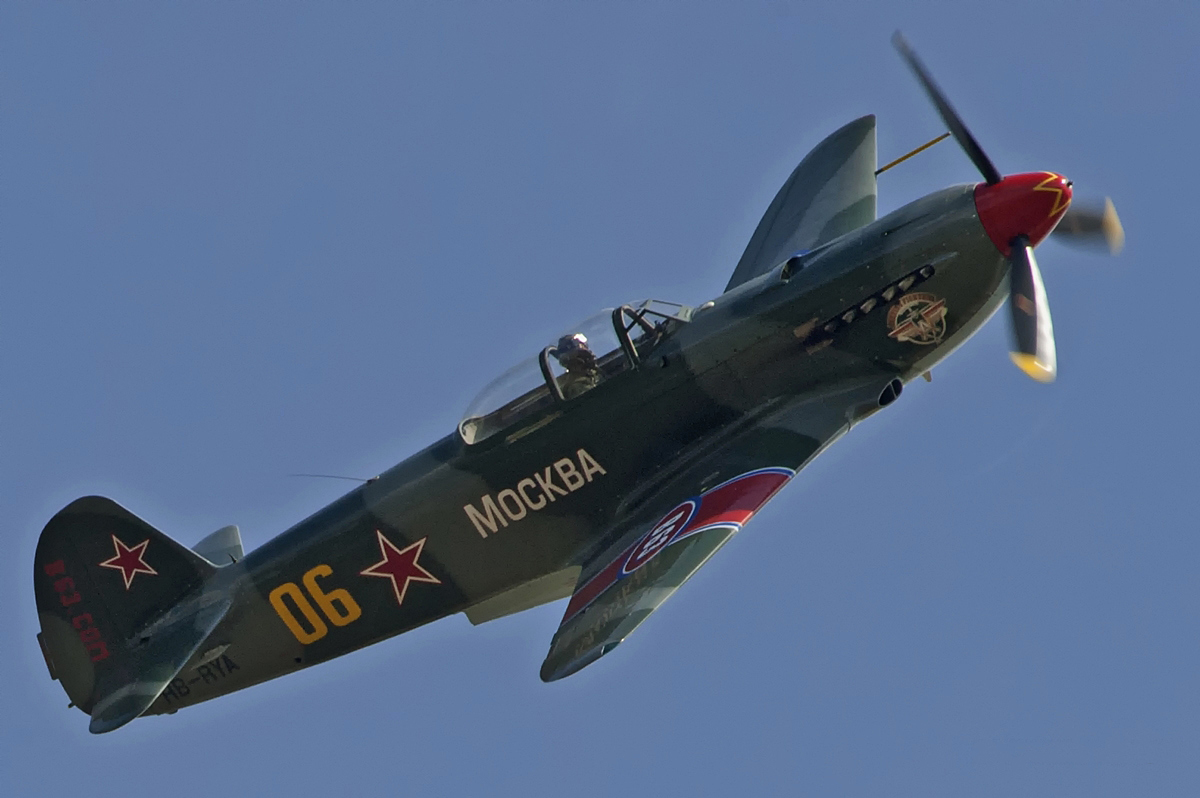
Uno Yak-9UM in una foto risalente al 2012.

In questo periodo gli Yak-9 furono forniti anche al reparto francese Normandie-Niémen che combatteva sul "fronte occidentale" sovietico; alla fine di agosto il gruppo da caccia della France libre contava tra il proprio materiale di volo tre Yak-9, sei Yak-9D e undici Yak-9T che progressivamente stavano sostituendo i precedenti Yak-1 e con questi velivoli ottenne una buona parte delle 273 vittorie aeree riconosciute nel corso della guerra.
Nella tarda primavera del 1944 furono disponibili le varianti "9K", "9M", "9DD" e "9U"; quest'ultima, che vedeva l'impiego del nuovo motore VK-107A, fu particolarmente condizionata dalla scarsa affidabilità del propulsore tanto che alle unità di prima linea fu raccomandato di non spingere il motore a velocità "da combattimento" perché in questo modo si riduceva la sua durata a due o tre voli soltanto. Nonostante ciò il 163° IAP, uno dei primi reparti ad impiegare in combattimento il "9U", nel corso di 398 sortite dichiarò l'abbattimento di 27 Focke-Wulf Fw 190A e un Messerschmitt Bf 109G-2, a fronte della perdita di due Yak in combattimenti aerei, uno abbattuto dalla FlaK e quattro per incidenti. Lo Yak-9U contribuì in modo determinante alla conquista della superiorità aerea da parte dei sovietici e i tedeschi impararono presto ad evitare di impegnarsi in combattimento con gli Yak "senza albero dell'antenna".

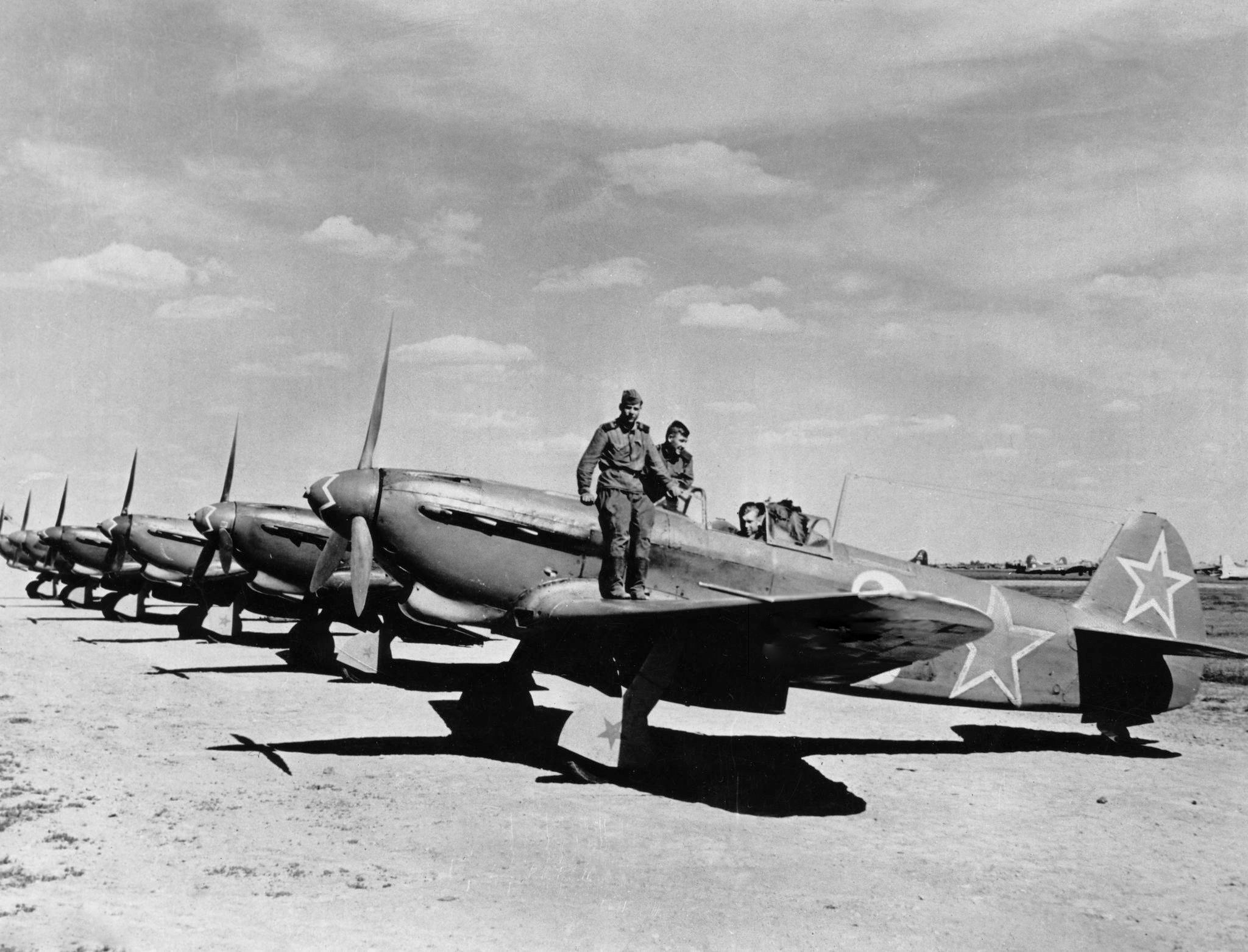
Gli Yak-9DD durante la loro missione in Italia.

Il valore della lunga autonomia degli Yak-9DD si rivelò chiaramente nel mese di agosto del 1944 quando una formazione di 12 aerei venne trasferita con un volo non-stop da Bălți (oggi in Moldavia) a Bari, per successive operazioni a supporto dei partigiani iugoslavi. Nel corso della loro permanenza sulla base italiana gli Yak-9DD effettuarono 155 sortite coprendo ogni volta tra i 400 ed i 600 km, senza far registrare alcun malfunzionamento.
Nel complesso fu calcolato che le unità equipaggiate con gli Yak-9 subirono meno perdite della media. Dei 2 550 aeroplani costruiti fino alla fine del 1943, soltanto 383 furono persi in combattimento.
Lo Yak-9 fu anche il primo aereo dell'aviazione sovietica a riportare una vittoria contro gli aerei tedeschi a reazione Messerschmitt Me 262: il 22 marzo 1945, L. I. Sivko dell'812° IAP abbatté un Me 262 prima di essere a sua volta abbattuto e ucciso da un altro pilota di Messerschmitt a reazione, probabilmente Franz Schall, uno degli assi tedeschi del 262.

### Dopoguerra
Nel dopoguerra i caccia ad elica Yakovlev erano ancora molto diffusi, in particolare il più recente modello "9P", e vennero impiegati dalle forze armate di Albania, Repubblica Popolare Cinese, Jugoslavia (paese nel quale fu sviluppato un modello derivato, l'Ikarus S-49), Polonia e Ungheria. Alcuni esemplari furono anche utilizzati in combattimento durante la guerra di Corea con le insegne nordcoreane, finendo però presto per essere distrutti dalle forze aeree statunitensi; secondo alcune fonti uno di loro l'11 luglio 1950 abbatté un bombardiere Boeing B-29 Superfortress.

## Versioni
L'elenco delle versioni segue l'ordine cronologico di realizzazione e, se non diversamente indicato, i dati sono tratti da "Yakovlev's Piston-Engined Fighters".
- Yak-9/M-106: Prototipo, risalente al novembre del 1942. Monoposto da caccia, in configurazione equivalente a quella dello Yak-7DI. Equipaggiato con il motore Klimov M-106 dotato di compressore a comando meccanico con singola velocità; durante le prove di accettazione mise in mostra prestazioni molto simili (per velocità massima e rateo di salita in quota) a quelle dello Yak-9 dotato del motore M-105. L'abbandono dello sviluppo dell'unità motrice, ne determino l'analoga sorte come per il corrispondente Yak-1/M-106.

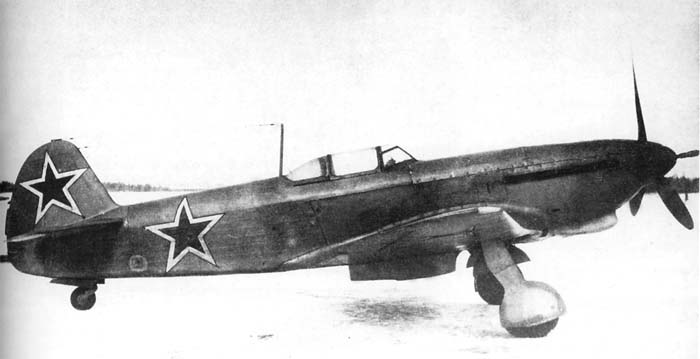
Il prototipo dello Yak-9T.

- Yak-9T[N 12]: Caccia monoposto, prodotto in non meno di 2 748 esemplari. Armato con un cannone Nudelman-Suranov NS-37 (calibro 37 mm, dotato di serbatoio con 32 proiettili) sparante dal mozzo dell'elica in sostituzione dello ShVAK, manteneva la mitragliatrice UBS ed il motore M-105PF. Per l'impiego del cannone di grosso calibro, la fusoliera risultò più lunga di 15 cm e fu rinforzata strutturalmente, mentre la cabina di pilotaggio fu arretrata di 40 cm[6]. Pesante circa 175 kg più dello Yak-9, aveva anch'esso due soli serbatoi e, conseguentemente, l'autonomia si riduceva da 660 a 620 km[22]. Dato il numero dei proiettili disponibili le procedure di puntamento dovevano essere particolarmente accurate e, anche in ragione della forza del rinculo, il pilota non poteva sparare più di tre proiettili per volta[6]. L'armamento si rivelò devastante contro gli aerei e consentì successi anche contro carri armati e navi di superficie[6].
- Yak-9D[N 13]: Caccia monoposto a lungo raggio, prodotto in serie a partire da marzo 1943 per un totale di 3 058 esemplari. Equipaggiato con motore M-105PF, aveva quattro serbatoi alari per un'autonomia di 905 km e riproponeva l'armamento standard dello Yak-9. Alcuni esemplari di questa variante, a partire dal 1944, furono equipaggiati con il cannone NS-37 e furono pertanto denominati Yak-9TD[23].
- Yak-9P[N 14]: Prototipo, realizzato nel mese di marzo del 1943. Si trattava di uno Yak-9 standard nel quale la mitragliatrice Berezin UBS era stata sostituita da un secondo cannone ShVAK, dotato di serbatoio con 175 proiettili. Fu testato nella seconda metà di aprile ma non ne fu ordinata la produzione in serie[24].
- Yak-9PD: Prototipo per un caccia d'alta quota. Nella primavera del 1943 furono realizzati cinque esemplari dotati di motore sperimentale M-105PD, equipaggiato con compressore "E-100", e con apertura alare maggiorata di 50 cm per ciascuna semiala. I problemi incontrati nello sviluppo del motore (in seguito definitivamente abbandonato) impedirono ulteriori sperimentazioni del progetto[24].
- Yak-9R[N 15]: Ricognitore fotografico, monoposto. Variante realizzata partendo tanto da cellule dello Yak-9, quanto da quelle dello Yak-9D. Furono completati complessivamente 35 aerei, dotati di fotocamere disposte perpendicolarmente alla direzione di volo. In alcuni casi ai velivoli "9D" fu rimossa la mitragliatrice nel muso per contenere il peso complessivo.
- Yak-9TK: Prototipo, portato in volo nell'ottobre del 1943. Fu utilizzato per sperimentare la possibilità di montare cannoni di tipo diverso, a seconda della specifica richiesta della V-VS, variando semplicemente gli attacchi ed i serbatoi con le munizioni. Alternativamente potevano essere utilizzati lo ShVAK (cal. 20 mm.), il Volkov-Yartsev VYa-23 (cal. 23 mm.), l'NS-37 (cal. 37 mm.) o il Nudelman-Suranov NS-45 (cal. 45 mm.). La soluzione non trovò immediata applicazione nella produzione di serie, ma ebbe sviluppo più avanti nel tempo con armi di tipo più moderno.
- Yak-9K[N 16]: Caccia monoposto, equipaggiato con un cannone Nudelman-Suranov NS-45, con nastro di 29 proiettili, ed una mitragliatrice Berezin UBS. Ne fu realizzato un lotto di 53[25] esemplari complessivi, consegnati tra aprile e luglio del 1944. Il cannone NS-45 generava un rinculo superiore del 40% a quello prodotto dall'NS-37 per cui fu dotato di un freno di bocca che riusciva ad assorbirne la maggior parte, tuttavia la struttura del velivolo era sottoposta a scuotimenti importanti che mettevano a dura prova la struttura dell'aereo, causando anche perdite di liquidi (refrigeranti e lubrificanti) dalle guarnizioni dei rispettivi impianti. Questi elementi di criticità, uniti all'insufficiente affidabilità del cannone, furono la principale causa della limitata produzione della versione. Esteriormente i velivoli di questa versione erano facilmente riconoscibili per la canna del cannone che sporgeva ben oltre la fine dell'ogiva dell'elica.

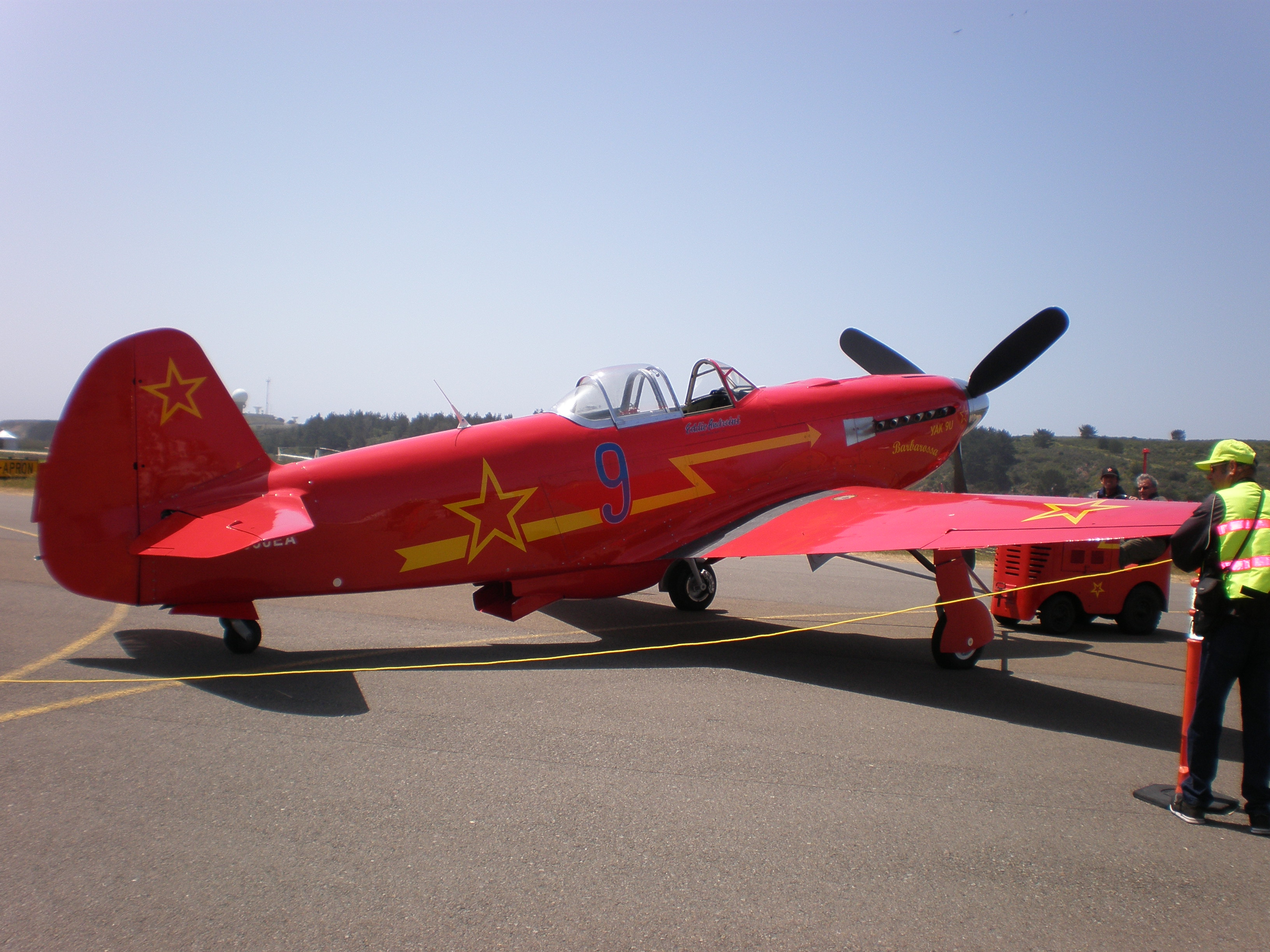
Lo Yak-9U Barbarossa, in una foto scattata nel 2009.

- Yak-9U[N 17]: Caccia monoposto. La decisione di procedere con un nuovo passo nello sviluppo dello Yak-9 risale agli ultimi mesi del 1943: seguendo le indicazioni fornite dallo TsAGI in tema di aerodinamica, lo Yak-9M fu modificato in modo consistente: in particolare nelle forme esteriori con l'abbandono del grande radiatore dell'olio disposto centralmente sotto il muso (sostituito da due radiatori circolari disposti sotto l'abitacolo verso i quali l'aria era convogliata tramite due prese d'aria ricavate alla radice del bordo d'entrata delle ali) e nel rivestimento della fusoliera che vide l'impiego di pannelli di compensato in luogo del tessuto impiegato fino ad allora. In questa configurazione lo Yak-9 era pressoché irriconoscibile rispetto allo Yak-3, se non per la maggiore apertura alare e per i pannelli di chiusura dei vani del carrello d'atterraggio. L'armamento previsto constava di un cannone Volkov-Yartsev VYa-23, sparante dal mozzo dell'elica, e due mitragliatrici UBS sincronizzate, nel muso. Testato tra la fine del 1943 e i primi giorni del 1944 il nuovo prototipo mise in luce prestazioni di rilievo ma non fu ammesso alla produzione in serie, perché il cannone VYa-23 fu considerato poco efficace e perché si puntava ad impiegare il più potente motore VK-107 per ottenere prestazioni ancora migliori[26].

Il primo tentativo di installare il VK-107 su uno Yak-9 risaliva al mese di febbraio del 1943 ma un guasto al motore causò un incidente di volo con successivi ritardi al programma; nuovi tentativi furono fatti equipaggiando un limitato numero di Yak-9 (tra cui otto della versione "9D") con il nuovo motore i cui problemi erano ancora lontani dall'essere risolti. I voli di prova ripresero con un nuovo prototipo denominato Yak-9U/VK-107A, che fu portato in volo negli stessi giorni di dicembre del 1943 nei quali volava il "gemello" motorizzato con l'M-105PF2. In questo caso, però, si optò per l'impiego del cannone ShVAK, considerato più affidabile. Le successive prove di accettazione presso le autorità statali fecero registrare prestazioni di assoluto rilievo (l'aereo raggiunse la velocità di 700 km/h a 5500 m di quota) ma ancora una volta si confermò che i guai al motore non sarebbero stati gestibili presso le officine dei reparti di prima linea.
L'aereo fu comunque messo in produzione, dato che le autorità contavano che i problemi di surriscaldamento e di perdita dell'olio lubrificante sarebbero presto stati risolti. Dal mese di aprile del 1944 lo Yak-9U fu prodotto in tutti i tre stabilimenti che già realizzavano i modelli precedenti e malgrado il persistere delle difficoltà, il "9U" era in uso su larga scala già nella tarda estate del 1944 con risultati operativi soddisfacenti. Ne furono prodotti complessivamente circa 2 500 esemplari di cui circa 750 erano in servizio alla fine della guerra.

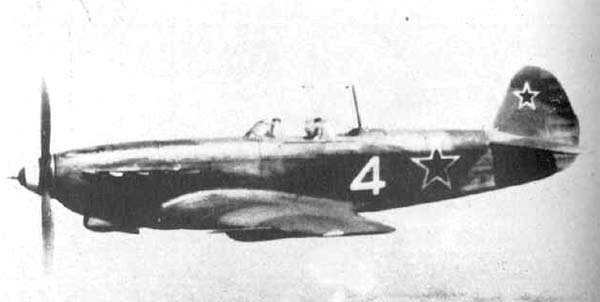
Yak-9M in volo.

- Yak-9M[N 19]: Caccia monoposto a lungo raggio. Sostanzialmente era un aggiornamento della variante "9D" utilizzando la fusoliera del "9T" nella quale la diversa distribuzione dei pesi, dovuta allo spostamento della cabina, si era rivelata vantaggiosa dal punto di vista della manovrabilità e dell'agilità del caccia. La scelta permise anche di standardizzare la produzione, potendo completare un solo tipo di cellula senza più distinzioni tra le due varianti. La produzione, avviata dal maggio del 1944, totalizzò 4 239 esemplari. Alcuni di questi furono completati secondo lo standard definito Yak-9M/PVO: destinati alla Vojska PVO erano dotati di luce di ricerca notturna ed apparati di radionavigazione ognitempo. A partire da ottobre 1944 tutti gli aerei completati furono equipaggiati con motore VK-105PF2 da 1 240 hp (925 kW)[27].
- Yak-9DD[N 20]: Caccia a lungo raggio, monoposto; ricevette anche la denominazione di fabbrica Yak-9Yu. Sviluppata esasperando il concetto di lunga autonomia che già aveva portato alla nascita del modello Yak-9, questa versione fu realizzata dall'OKB-115 attraverso un ulteriore irrobustimento della struttura alare (in particolare le centine), all'interno della quale furono realizzati otto serbatoi metallici in grado di contenere complessivamente 845 l di carburante. Per limitare, almeno in parte, l'incremento del peso complessivo l'armamento fu ridotto al solo cannone ShVAK (ma non tutte le fonti concordano su questo e alcuni[27] indicano che l'armamento standard fosse rimasto invariato), mentre particolare attenzione fu dedicata alla strumentazione di radiocomunicazione (furono installate apparecchiature SCR-274N di origine statunitense) e a quella di radionavigazione (l'aereo fu dotato di radiogoniometro RPK-10). Malgrado l'incremento del peso, ed il conseguente deterioramento delle caratteristiche di manovrabilità, il velivolo rimase in grado di operare da superfici impreparate e grazie alla sua autonomia, dichiarata in 1325 km, fu utilizzato sia per operazioni di scorta ai reparti da bombardamento che di contrasto degli aerei nemici oltre la linea del fronte. La variante fu messa in produzione a partire dal maggio del 1944 e complessivamente ne furono costruiti 399 esemplari.

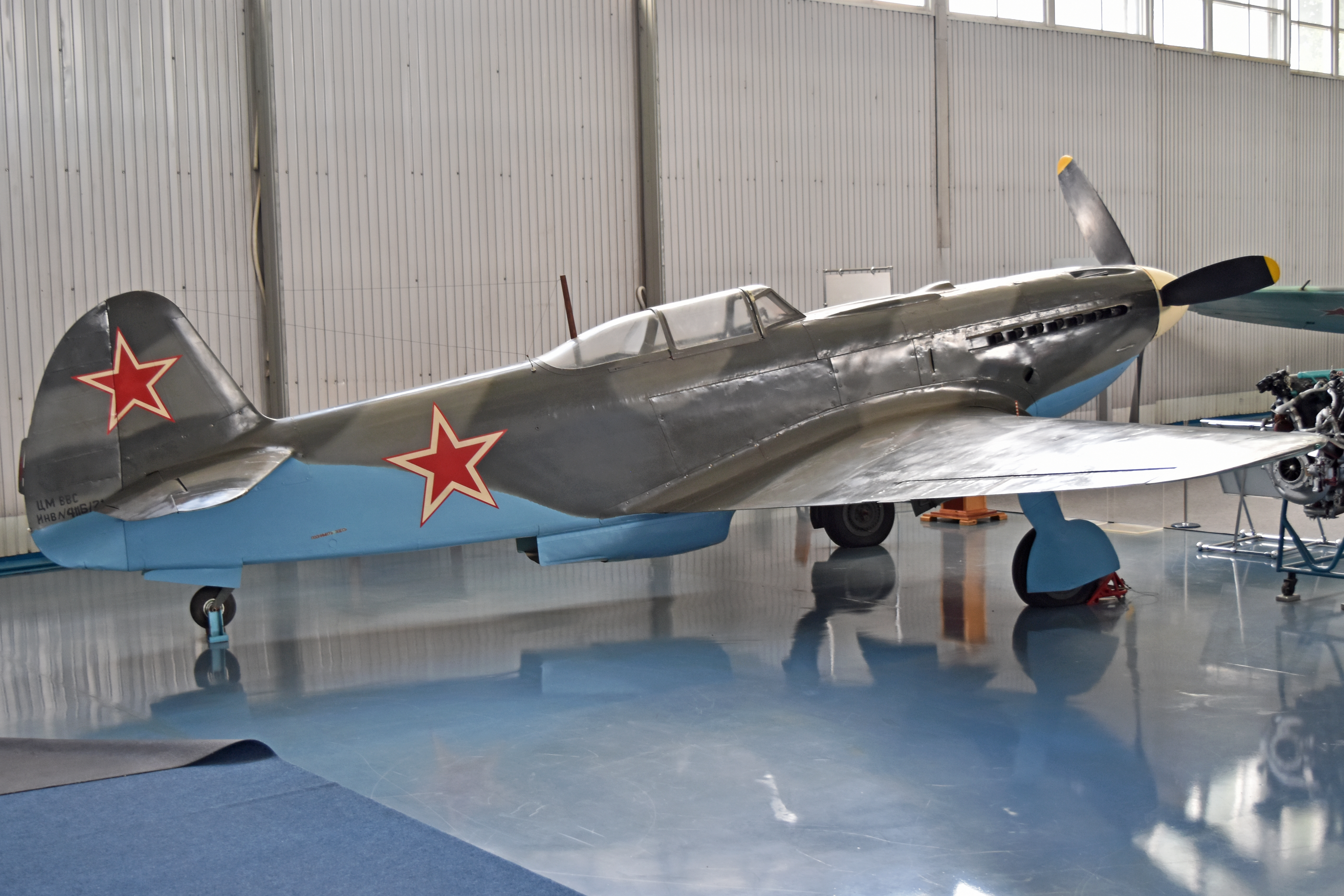
Lo Yak-9U esposto presso il Museo centrale della Federazione Russa delle aeronautiche militari.

- Yak-9B[N 21]: Cacciabombardiere monoposto, derivato dalla variante "9D"; fu designato Yak-9L all'interno dell'OKB-115. Era caratterizzato dalla presenza, alle spalle dell'abitacolo, di un vano per quattro bombe FAB-100[N 22] oppure quattro "bombe a grappolo" contenenti ciascuna trentadue submunizioni PTAB del peso di 2,5 kg ciascuna (in entrambi i casi gli ordigni erano disposti con la testa in alto ed inclinazione di 15° verso prua). Utilizzabile anche come caccia puro, una volta stivate a bordo le bombe l'aereo raggiungeva il peso di circa 3600 kg e il suo utilizzo in queste condizioni era riservato a piloti esperti. La produzione fu limitata a 109 esemplari consegnati a partire dall'autunno del 1944; inizialmente soggetto a incidenti di volo (causati in larga parte dalla scarsa qualità della manodopera), scontò anche difetti di funzionamento del munizionamento PTAB che, in alcune condizioni, tendeva ad esplodere al momento del rilascio procurando seri danni al velivolo stesso. Considerata anche la scarsa preparazione dei piloti da caccia ad affrontare missioni di bombardamento, ogni ulteriore sviluppo fu abbandonato malgrado i risultati operativi ottenuti fossero incoraggianti.
- Yak-9UT: Caccia monoposto. Versione derivata dalla "9U", partendo da un prototipo modificato con l'installazione di un cannone di grosso calibro sul cui modello tuttavia le fonti non sono concordi: si trovano infatti indicazioni circa l'impiego dei già citati NS-37 e NS-45[28] oppure di un'arma identificata come "Nyukhtikov N-37"[25][N 23]. In ogni caso al termine delle prove svolte nel mese di marzo del 1945, l'aereo fu messo in produzione dotato di un cannone NS-23 sparante dal mozzo dell'elica e di due Berezin B-20 nella parte superiore del muso; ne furono prodotti in tutto 282 esemplari.
- Yak-9S: Prototipo, risalente alla primavera del 1945. Fu uno degli ultimi tentativi di migliorare il modello di base dotato di motore M-105. Utilizzava una nuova e più efficiente elica, ma la modifica di maggiore impatto riguardava l'armamento che si basava su un cannone Nudelman-Suranov NS-23, sparante attraverso il mozzo dell'elica, e due nuovi cannoni Berezin B-20 (calibro 20 mm) disposti nella parte superiore del muso e sincronizzati con il movimento dell'elica. Furono realizzati due esemplari che furono sottoposti a prove valutative nell'estate del 1945 ma, poiché le caratteristiche del velivolo si dimostrarono inferiori a quelle dello Yak-3 e del Lavochkin La-7, si decise di non dare l'avvio alla produzione in serie.
- Yak-9V[N 24]: Aereo da addestramento, biposto. Variante derivata dallo Yak-9M, prodotta dopo la fine della seconda guerra mondiale; aveva armamento basato sul solo cannone ShVAK mentre dedicava particolare attenzione alla strumentazione di bordo destinata sia all'istruttore che al pilota tanto in materia di navigazione quanto di comunicazioni. Dalle catente di montaggio del GAZ nº153 uscirono 456 esemplari nuovi mentre altri 337 furono realizzati mediante conversione di Yak-9M.
- Yak-9UV: Prototipo per una nuova versione da addestramento, portato in volo nel giugno del 1945. Sostanzialmente abbinava la struttura biposto del "9V" con quella del "9U" mentre l'armamento previsto era limitato ad un solo cannone Berezin B-20 installato tra le bancate del motore. Le prove per l'accettazione del velivolo furono svolte a partire dal mese di luglio ma era ormai chiaro che si stava andando verso l'era del jet e le necessità operative richiedevano un aereo completamente nuovo e non si diede corso alla produzione in serie.
- Yak-9 Corriere[N 25]: Prototipo, realizzato sulla base dello Yak-9V con l'ala dello Yak-9DD. Destinato a ruoli di collegamento, in particolare per il trasporto di un passeggero a lunga distanza ed in zone pericolosamente vicine alle aree dei combattimenti. L'abitacolo era dotato di sedili confortevoli ed ognuno dei due occupanti aveva a disposizione anche un orinatoio. L'aereo non fu sottoposto nemmeno a prove valutative e non vi sono notizie circa il suo effettivo utilizzo.

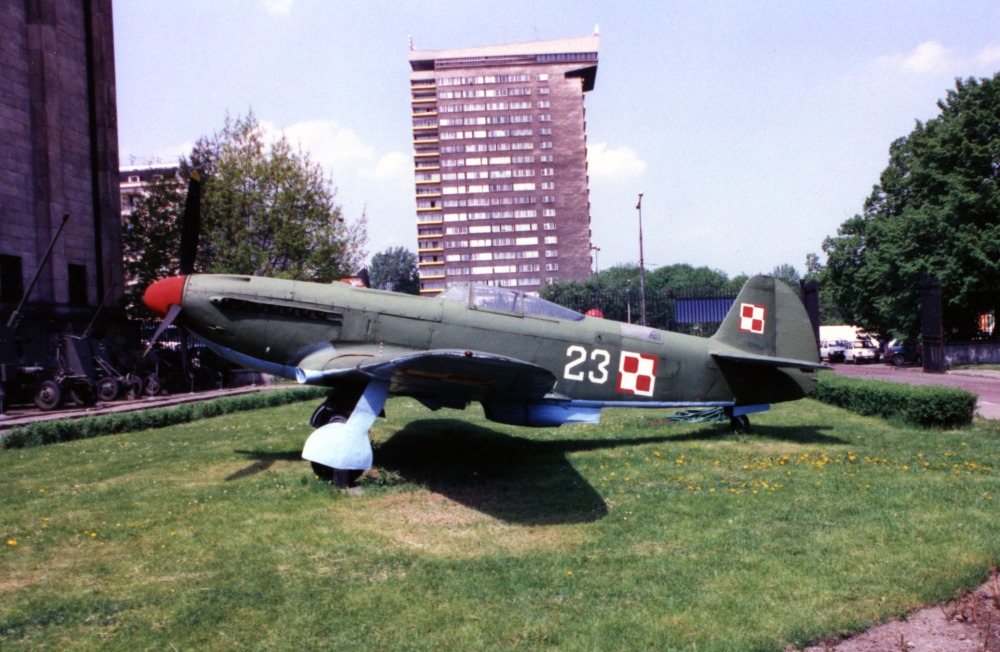
Yak-9P con le insegne dell'aviazione polacca.

- Yak-9P/VK-107A: Caccia monoposto. La denominazione "9P", già utilizzata per un prototipo nel marzo del 1943, fu ripresa nel dopoguerra per identificare una nuova versione dello Yak-9, che sarà anche l'ultima realizzata. Si trattò di un velivolo con struttura interamente metallica richiesta dalle autorità nel giugno del 1946. I primi due prototipi furono portati in volo all'inizio dell'estate; il loro armamento era basato su un cannone centrale (il tipo poteva essere variato con facilità) e due nella parte superiore del muso. Furono realizzati alcuni esemplari in via sperimentale (venti con solo la struttura dell'ala metallica, dieci con l'impiego del duralluminio anche nella parte posteriore della fusoliera). La produzione di serie si orientò sul modello interamente realizzato in metallo e raggiunse i 772 esemplari complessivi, ultimata alla fine di marzo del 1948. Esportati in diversi paesi questi aerei furono gli ultimi Yak-9 a rimanere operativi e furono identificati dal nome in codice NATO "Frank"[29] (secondo una fonte "Fang"[30][N 26]). Alcuni esemplari furono acquistati dall'aviazione nordcoreana ed impiegati durante la guerra di Corea[2].

## Utilizzatori
Albania
- Forcat Ajrore Shqiptare

 Bulgaria
- Vazdusni Voiski

 Corea del Nord
- Chosŏn Inmin Kun Konggun

 Francia libera
- Forces aériennes françaises libres
  - Normandie-Niémen

 Jugoslavia

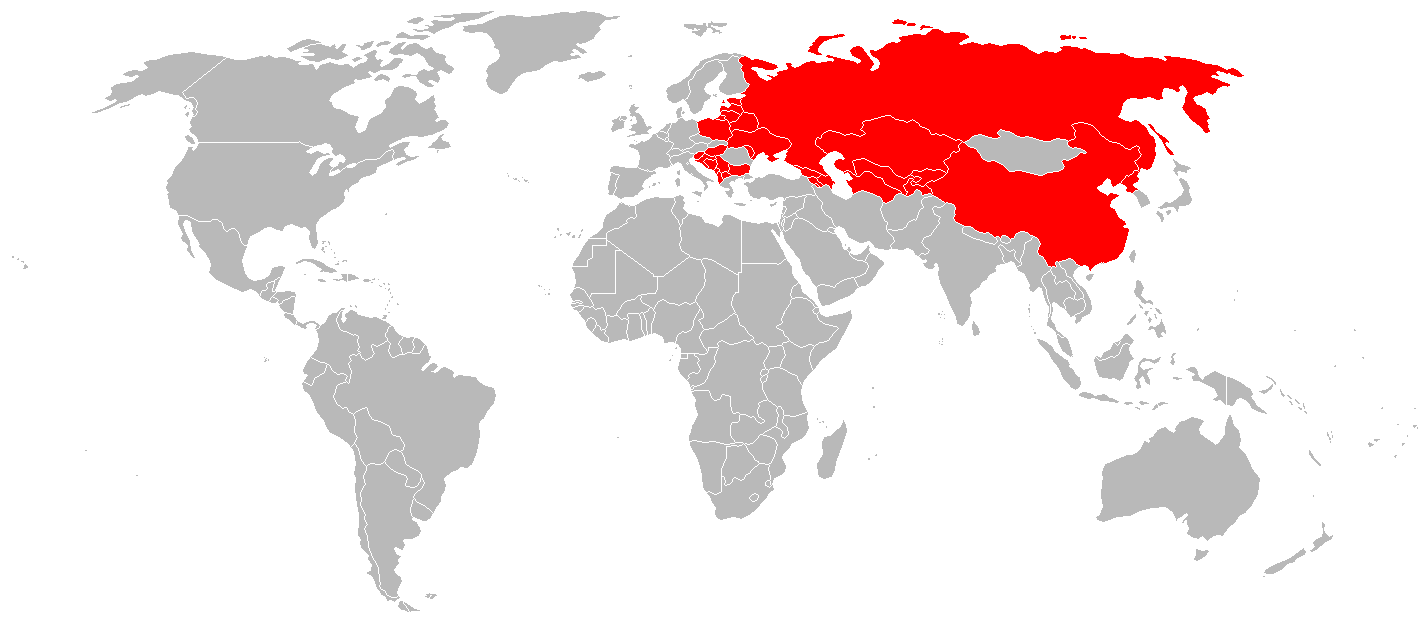
Carta degli operatori mondiali dello Yak-9

- Jugoslovensko ratno vazduhoplovstvo i protivvazdušna odbrana

 Mongolia
- Mongolian People's Air Force

 Polonia
- Siły Powietrzne

 Ungheria
- Magyar Királyi Honvéd Légierő poi Magyar Néphadsereg légiereje

 Unione Sovietica
- Voenno-vozdušnye sily

## Esemplari attualmente esistenti
- L'8 maggio 2007 nella cittadina francese Les Andelys in complesso memoriale della divisione Normandie-Niémen è stato inaugurato un monumento, un aereo Yakovlev Yak-9 dedicato al primo Eroe dell'Unione Sovietica dalla Francia, il pilota francese Marcel Lefèvre. Il monumento è installato vicino all'entrata al museo storico insieme con l'aereo Mirage F1 dell'aeronautica militare francese.

## Velivoli comparabili
- Bell P-39 Airacobra
- Curtiss P-40
- Dewoitine D.520
- Focke-Wulf Fw 190
- Hawker Hurricane
- Hawker Tempest
- Heinkel He 112
- Ikarus S-49

- Kawasaki Ki-61 Hien
- Macchi C.202
- Macchi C.205V
- Martin-Baker MB 5
- Messerschmitt Bf 109
- Mikoyan-Gurevich MiG-1
- Reggiane Re.2001
- Supermarine Spitfire

### Annotazioni
1. ↑  La denominazione del "costruttore" risulta scritta in modo diverso da quella del "progettista" poiché nel secondo caso la traslitterazione del cognome è effettuata secondo il sistema della traslitterazione scientifica, impiegato come standard convenzionale nelle pagine di Wikipedia in lingua italiana.
2. ↑  In russo:«Дальний», traslitterato «Dal’nij» cioè «a lungo raggio»
3. ↑  «Дальний Истребитель», traslitterato «Dal’nij Istrebitel’» cioè «caccia a lungo raggio»
4. ↑  In russo «Научно-Исследовательский Институт Военно-Воздушных Сил», traslitterato «Naučno-Issledovatel’skij Institut Voenno-Vozdušnyh Sil Krasnoj Armii», cioè «Istituto di ricerca dell'aeronautica militare»
5. ↑  Dal russo «Государственный Авиационный Завод», «Gosudarstvenn'ij Aviatsionn’ij Zavod» cioè «Fabbrica Aeronautica di Stato».
6. ↑  A partire dalla primavera del 1944, a seguito della modifica del sistema di denominazione, sarebbe diventato Klimov VK-105PF.
7. ↑  A parità di motore, quindi, la stessa fonte indica che lo Yak-9 era 30 km/h più veloce rispetto allo Yak-7B.
8. ↑  «Истребительный Авиационный Полк», «Istrebitel'nyj Aviacionnyj Polk», cioè «Reggimento dell'Aviazione da Caccia»
9. ↑  «Воздушная Армия», «Vozdušnaja Armija»
10. ↑  «Гвардейский Истребительный Авиационный Полк», «Gvardejskij Istrebitel'nyj Aviacionnyj Polk», cioè «Reggimento delle Guardie dell'Aviazione da Caccia»
11. ↑  Corrispondente, all'incirca, al settore tra Smolensk e Brjansk
12. ↑  «Як-9Т». La sigla indica «Танковый», da «Танк», traslitterato «Tank», cioè «Carro armato» ed era a significare «distruttore di carri armati».
13. ↑  «Як-9Д». Come nel caso del prototipo Yak-7D la sigla indica «Дальний», traslitterato «Dal’nij» cioè «a lungo raggio».
14. ↑  «Як-9П». Indica «Пушечный», traslitterato «Pušečn’ij» cioè «Cannone».
15. ↑  «Як-9Р». «Разведчик», traslitterato «Razvedčik» cioè «Esploratore».
16. ↑  «Як-9К». «Крупнокалиберный», traslitterato «Krupnokalibern’īj» cioè «Grosso calibro».
17. ↑  «Як-9У». «Улучшенный», traslitterato «Ulučšenn’īj» cioè «Migliorato».
18. ↑  Il numero rappresenta più del 10% di tutti i caccia in servizio con tutte le forze aeree sul fronte orientale.
19. ↑  «Як-9М». «Модернизированный», traslitterato «Modernizirovann’ij» cioè «Modernizzato».
20. ↑  «Як-9ДД». «Данльнево Действия», traslitterato «Danl’nevo Dejstviâ» letteralmente «Operazioni Lontane».
21. ↑  «Як-9Б». «Бомбардировщик», traslitterato «Bombardirovščik» cioè «Bombardiere».
22. ↑  «Фугасные Авиабомбы», traslitterato in «Fugasnye Aviabomby»: «bomba aeronautica ad alto potenziale»
23. ↑  Con la sigla N-37 fu realizzato uno sviluppo dell'NS-37, denominato Nudelman N-37 che fu impiegato nel dopoguerra, ma la fonte stessa da cui è presa la notizia non chiarisce oltre la natura dell'arma.
24. ↑  In russo «Як-9В», iniziale della parola «Вывозной», «V’īvoznoj», che tradotta letteralmente significa «esportazione» ma che all'epoca era utilizzata per identificare una variante destinata a consentire ai piloti di familiarizzare con il modello d'aereo.
25. ↑  In russo «Курьерский», «Kur’erskij»
26. ↑  Il codice "Fang" risulta essere assegnato al Lavochkin La-11

### Fonti
1. 1 2 3 4 5 6 7  Gordon e Khazanov, 2002, p. 61.
2. 1 2 3 4  Gunston 1984, p. 256.
3. ↑  Stapfer, 1986, p. 39.
4. 1 2 3 4 5 6 7  Gordon e Khazanov, 2002, p. 62.
5. 1 2 3 4 5  Gunston e Gordon, 1997, p. 75.
6. 1 2 3 4  Gunston e Gordon, 1997, p. 77.
7. ↑  Gordon e Khazanov, 2002, p. 49.
8. ↑  Gordon e Khazanov, 2002, p. 136.
9. ↑  Gordon e Khazanov, 2002, p. 63.
10. ↑  Gordon e Khazanov, 2002, p. 65.
11. ↑  Gordon e Khazanov, 2002, p. 66.
12. 1 2  Gordon e Khazanov, 2002, p. 67.
13. ↑  Gunston, 1984, p. 255.
14. ↑  Leonard, 2005, p. 125.
15. ↑  Gunston, 1984, p. 256.
16. ↑  Gordon e Khazanov, 2002, p. 81.
17. ↑  Bergstrom, 2008, p. 32.
18. ↑  Morgan, 1999, p. 53.
19. ↑  Yak Piston Fighters, in "AirVectors".
20. ↑  Tucker e Pierpaoli, 2010, p. 437.
21. ↑  Gordon e Khazanov, 2002, pp. 63-102.
22. ↑  Gordon e Khazanov, 2002, p. 137.
23. ↑  Gordon e Khazanov, 2002, p. 72.
24. 1 2  Gunston e Gordon, 1997, p. 78.
25. 1 2  Gunston e Gordon, 1997, p. 80.
26. 1 2  Gunston e Gordon, 1997, p. 82.
27. 1 2  Gunston e Gordon, 1997, p. 81.
28. ↑  Gordon e Khazanov, 2002, p. 93.
29. ↑  Parsch e Martynov, in "Designations of Soviet and Russian Military Aircraft and Missiles".
30. ↑  Gunston e Gordon, 1997, p. 84.

### Pubblicazioni
- (EN) Hans Heiri-Stapfer, Yak Fighter, collana Aircraft In Action, vol. 78, Carrollton (TX) - USA, Squadron/Signal publications, 1986, ISBN 0-89747-187-3.